# 尼基塔·科特洛夫
尼基塔·科特洛夫（Nikita Kotlov，1991年9月20日—）是美國的職業足球運動員，司職中場，現效力於馬耳他足球超級聯賽球會莫斯達。
2019年8月24日，科特洛夫與馬耳他足球超級聯賽球會莫斯達簽約。

## 外部連結
- Indiana Hoosiers （页面存档备份，存于）
- 尼基塔·科特洛夫在美國職業足球大聯盟
- Soccerway資料庫：尼基塔·科特洛夫